# 1 Lyncis
Désignations
1 Lyncis (en abrégé 1 Lyn) est une étoile variable de la constellation boréale du Lynx, située vers la limite avec celle de la Girafe. Elle est également connue par sa désignation d'étoile variable de UW Lyncis, 1 Lyncis étant sa désignation de Flamsteed. Elle est visible à l'œil nu avec une magnitude apparente qui varie autour de 4,95. D'après la mesure de sa parallaxe annuelle par le satellite Gaia, l'étoile est distante d'environ 227 pc (∼740 al) de la Terre. Elle s'éloigne du Système solaire à une vitesse radiale de +12 km/s.
1 Lyncis est une étoile géante rouge évoluée de type spectral M3IIIab, actuellement située sur la branche asymptotique des géantes (AGB) du diagramme de Hertzsprung-Russell. Elle est classée comme une variable irrégulière à longue période présumée de type Lb, et sa variabilité a été déterminée pour la première fois en 1969 par Olin J. Eggen. Sa magnitude apparente varie avec une amplitude de 0,11 autour de 4,95, et ses variations apparaissent complexes. Il existe ainsi deux périodes courtes et changeables de 35–40 et de 47–50 jours dues aux pulsations de l'étoile, ainsi qu'une période beaucoup plus longue de 1 500 jours, possiblement due à la rotation de l'étoile ou à un mode thermique oscillatoire induit par convection (COT). Le rayon de l'étoile est autour de 156 fois plus grand que le rayon solaire, elle est 2 848 fois plus lumineuse que le Soleil et sa température de surface est de 3 485 K.